# Влияния и аналози в „Хари Потър“
Писателката Джоан Роулинг цитира няколко писатели, които са ѝ повлияли, при създаването на своята бестселър поредица Хари Потър. Писатели, журналисти и критици отбелязват, че книгите имат и редица аналози от литература – както от класическата, така и от съвременната, която Роулинг не е цитирала открито като влияние.
Тази статия е разделена на три раздела. Първият раздел изброява онези автори и книги, които Роулинг е предложила като възможно влияние върху Хари Потър. Вторият раздел се занимава с онези книги, които Роулинг е посочила като любими, без да споменава възможни влияния. Третият раздел се занимава с онези аналози, които Роулинг не е посочила нито като повлияли, нито като любими, но за които други твърдят, че могат да бъдат сравнени с Хари Потър.

## Признати влияния
Роулинг никога открито не е приписвала вдъхновение на нито един автор, казвайки: „Нямам и най-бегла представа откъде идват идеите ми или как работи въображението ми. Просто съм благодарна, че е така, защото ми дава повече забавление отколкото на всеки друг“. Въпреки това, тя споменава редица любими автори като вероятни влияния при създаването на Хари Потър. Творбите са изброени приблизително по реда на публикуване.

### Английски фолклор и митология
Роулинг казва: „Позволявах си ужасни свободи с фолклора и митологията, но не се срамувам от това, защото сме присвоили чужди богове, взехме техните митични същества и ги споихме всички заедно, за да направим това, което бих казала, един от най-богатите фолклори на света, защото е толкова разнообразен. Така че не изпитвам никакви угризения, че съм заимствала свободно, добавяйки свои елементи“.

### Илиада
Когато интервюиращ казва, че спасяването на тялото на Седрик прилича на действията на Хектор, Ахил и Патрокъл в Илиада, Роулинг отговаря: „Ето откъде идва. Това наистина много ме развълнува, когато прочетох книгата, когато бях на 19. Идеята за оскверняване на тяло е много древна... Мислех за това, когато Хари спаси тялото на Седрик“.

### Библията
Редица коментатори насочват вниманието към библейските теми и препратки в последния роман на Дж. К. Роулинг от поредицата – Хари Потър и Даровете на Смъртта. В издание на Нюзуик от август 2007 г. Лиза Милър коментира, че Хари умира и след това се връща към живота, за да спаси човечеството, като Христос. Тя посочва заглавието на главата, в която се случва това – „Кралски кръст“ – възможно загатване за Христовия кръст. Също така, тя очертава сцената, в която Хари е временно мъртъв, посочвайки, че Роулинг поставя героя си в много подобна на рая обстановка, където той говори с бащина фигура, „чиито свръхестествени сили са придружени от дълбоко послание за любов“. Джефри Вайс добавя, че библейският цитат „И смъртта, най-последният враг, ще бъде унищожена“ (1 Коринтяни 15:26), изобразен върху надгробните плочи на родителите на Хари, се отнася до Христовото възкресение.
Цитатът от семейната гробница на Дъмбълдор, „защото гдето е съкровището ти, там ще бъде и сърцето ти“, е от Матей 6:21 и се отнася до знанието кои неща в живота са с истинска стойност. „Това са много английски книги“, разкрива Роулинг на конференция на Open Book през октомври 2007 г., „Така че от много практична гледна точка Хари щеше да намери библейски цитати върху надгробните плочи, [но] мисля, че тези два конкретни цитата почти олицетворяват цялата поредица“.

### Есхил и Уилям Пен
Даровете на Смъртта започва с два епиграфа, един от „Други плодове на самотата“ от водача на квакерите Уилям Пен и един от „Хоефорите“ на Есхил. „Наистина ми хареса да избера тези два цитата, защото единият е езически, разбира се, а другият е от християнска традиция“, казва Роулинг. „Знаех, че ще бъдат тези два пасажа, откакто беше публикувана Стаята. Винаги съм знаела [че], ако мога да ги използвам в началото на книга седма, тогава щях да подредя перфектно края“.

### Разказът на Продавача на индулгенции
В уеб чат от юли 2007 г., организиран от нейния издател Bloomsbury, Роулинг заявява, че Разказът на Продавача на индулгенции от Кентърбърийски разкази на Джефри Чосър е вдъхновение за народната приказка Приказка за тримата братя, преразказана от Ксенофилиус Лъвгуд в Хари Потър и Даровете на Смъртта. В приказката трима братя надхитряват Смъртта, като правят магия на мост, за да пресекат опасна река. Смъртта, ядосана, че е измамена, предлага да им даде три подаръка, Даровете на смъртта, като награда за това, че са ѝ се измъкнали. Първите двама умират в резултат на дарбите, които са им дадени, но третият използва дарбата си разумно и умира в леглото си като старец. В Разказът на Продавача на индулгенции, на трима мошеници се казва, че ако погледнат под дърво, могат да намерят начин да победят Смъртта. Вместо това те намират злато и, победени от алчността, в крайна сметка се убиват един друг, за да го притежават.

### Макбет
Роулинг цитира Макбет на Уилям Шекспир като влияние. В интервю за The Leaky Cauldron и MuggleNet е попитана: „Ами ако [Волдемор] никога не е чувал пророчеството?“, тя казва: „Това е идеята за Макбет. Абсолютно обожавам Макбет. Това може би е любимата ми пиеса на Шекспир. И това е въпросът, не е ли? Ако Макбет не беше срещнал вещиците, щеше ли да убие Дънкан? Щеше ли да се случи нещо от това? Съдбовно ли е, или той просто го направи? Вярвам, че той го направи“.
На своя уебсайт тя отново се позовава на Макбет в обсъждане за пророчеството: „пророчеството (като това, което вещиците правят на Макбет, ако някой е чел едноименната пиеса) се превръща в катализатор за ситуация, която никога не би се случила, ако не е било направено“.

### Ема
Роулинг цитира Джейн Остин като свой любим автор и голямо влияние. Роулинг казва: „Отношението ми към Джейн Остин е точно обобщено от тази прекрасна реплика: „Един от недостатъците на почти всеобщото образование е, че всякакви хора се запознават с любимите си книги. Това дава на човек любопитно усещане; все едно да видиш пиян непознат, увит в нечий халат“. Поредицата за Хари Потър е известна със своите обрати в края на всяка книга и Роулинг заявява, че „никога не съм подготвяла изненадващ край в книга за Хари Потър без да знам, никога не мога и никога няма да го направя толкова добре, колкото Остин направи в Ема“.

### Историята на търсачите на съкровища
Роулинг често споменава Едит Несбит в интервю, цитирайки нейните „много истински“ детски герои. През 2000 г. тя казва: „Мисля, че се идентифицирам с Едит Несбит повече от всеки друг писател“ и описва Историята на търсачите на съкровища на Несбит като „Приложение А за забрана на цялата детска литература от всеки, който не може да си спомни точно какво е чувството да си дете“.

### Шумът на върбите
В четене за ученици в Ню Орлиънс през 2007 г. Роулинг казва, че първата книга, която я е вдъхновила, е творбата на Кенет Греъм Шумът на върбите, която ѝ е прочетена, когато е била болна от морбили на 4-годишна възраст.

### Дороти Сейърс
Роулинг също цитира работата на християнската есеистка и писателка на мистерии Дороти Л. Сейърс като влияние върху нейната работа, казвайки: „Има една теория – това се отнася за детективските романи, а след това и за Хари, който всъщност не е детективски роман, но се усеща понякога като такъв – че не трябва да има романтична интрига в детективска книга на Дороти Л. Сейърс, която е кралицата на жанра – и след това нарушава собственото си правило, но казва – че няма място за романтика в детективската история с изключение на това, че може да бъде полезно за прикриване на мотивите на други хора. Това е вярно, това е много полезен трик. Използвала съм го при Пърси и до известна степен при Тонкс в книгите. Но като казах това, не съм съгласна, тъй като моите книги са много ориентирани към героите и следователно е толкова важно да видим как тези герои се влюбват, което е необходима част от живота“.

### Хрониките на Нарния
Роулинг казва, че е била почитател на творбите на К. С. Луис като дете и цитира влиянието на неговите Хрониките на Нарния върху нейната работа: „Открих, че си мисля за маршрута на гардероба до Нарния, когато на Хари му казаха, че трябва да премине през бариерата на гара Кингс Крос – тя се разтваря и той е на Перон 9 3⁄4, а там е влакът за Хогуортс“.
Тя обаче полага усилия да подчертае разликите между Нарния и нейния свят: „Нарния е буквално различен свят“, казва тя, „докато в книгите за Хари отивате в свят в света, който можете да видите. Голяма част от хумора идва от сблъсъци между магията и ежедневния свят. Като цяло няма много хумор в книгите за Нарния, въпреки че ги обожавах, когато бях дете. Толкова се увлякох, че не мисля, че К. С. Луис е особено проповядващ. Четейки ги сега, установявам, че неговото подсъзнателно послание не е много подсъзнателно“. Авторът от Ню Йорк Таймс Чарлз Макграт отбелязва приликата между Дъдли Дърсли, неприятния син на пренебрежителните настойници на Хари, и Юстас Скръб, разглезеният нахалник, който измъчва главните герои, докато не бъде променен от Аслан“.

### Малкият бял кон
В интервю за The Scotsman през 2002 г. Роулинг описва Малкият бял кон на Елизабет Гудж като „може би повече от всяка друга книга... пряко влияние върху книгите за Хари Потър. Авторката винаги включва подробности за това, което нейните герои ядат и си спомнят и това ми хареса. Може би сте забелязали, че винаги изброявам храната, която се яде в Хогуортс“. Роулинг допълва, че „Гудж е единственият [автор], чието влияние осъзнавах. Тя винаги описва какво точно ядат децата и наистина ми харесваше да знам какво имат в сандвичите си“.

### Мечът в камъка
Роулинг също така цитира работата на Т. Х. Уайт, гимназиален учител и автор на добре известната класическа сага за възрастни Веднъж и завинаги крал, която разказва историята на крал Артур от Великобритания, от детството до гроба. Може би най-известната книга от тази сага е Мечът в камъка (първата книга, първоначално предназначена за деца, със собствените илюстрации на Уайт), адаптирана в пълнометражен анимационен филм от Уолт Дисни. Артур е малко сираче с мръсна коса, което среща магьосника Мерлин (който има бухал, Архимед, и действа, подобно на Дъмбълдор, като „разсеян професор “), който взема го в замък, за да го образова.
Както отбелязва писателката Филис Морис, „паралелите между Дъмбълдор и Мерлин не свършват със защитата на героя, когато е в опасност... Освен че и двамата герои имат дълги, развяващи се бради (и сини очи, според Т. Х. Уайт), Мерлин е наставник и водач на крал Артур, както Дъмбълдор е водач и наставник на Хари“. Роулинг описва Уорт като „духовния прародител на Хари“.

### Мишката, която не познаваше страха
Роулинг също е почитател на Пол Галико, „особено на Мишката, която не познаваше страха. Това е страхотна книга. Галико управлява тънката граница между магия и реалност толкова умело, че до точката, в която най-фантастичните събития изглеждат правдоподобни“.

### Джесика Митфорд
В интервюто за Scotsman Роулинг описва активистката за граждански права Джесика Митфорд като „моята най-влиятелна писателка“, казвайки: „Обичам начина, по който тя никога не е надраснала някои от юношеските си черти, оставайки вярна на своята политика – тя беше самоук социалист – през целия си живот“. В преглед на Писмата на Джесика Митфорд Роулинг допълва: „Джесика Митфорд е моята героиня откакто бях на 14 години, когато чух страхотната ми пралеля да обсъжда как Митфорд е избягала на 19-годишна възраст, за да се бие с червените в Испанската гражданска война“, и твърди, че това, което я е вдъхновило за Митфорд, е, че е „неизлечимо и инстинктивно непокорна, смела, авантюристична, забавна и непочтителна, не харесва нищо повече от добрата битка, за предпочитане срещу помпозна и лицемерна мишена“.

## Други любими
През 1999 г., докато Роулинг е на турне в Съединените щати, продавач на книги ѝ дава копие на книгата Моят замък от Доуди Смит, като я уверява, че ще ѝ хареса. Книгата се превръща в една от любимите на писателката. Роулинг казва, че „гласът на разказвача, в този случай 17-годишната Касандра Мортмейн, прави шедьовър от стар сюжет“.
През същата година Роулинг споделя в интервю, че е голяма почитателка на Гримбъл от Климънт Фрейд, казвайки: „Гримбъл е една от най-смешните книги, които съм чела, а самият Гримбъл, който е малко момче, е страхотен герой. Бих се радвала да видя филм за Гримбъл. Доколкото знам, тези две последни хубави литературни произведения са изчерпани, така че ако някой издател някога прочете това, моля, избършете праха от тях и ги пуснете отново в печат, така че хората да могат да ги четат“.
В редица случаи Роулинг споделя възхищението си от френската писателка Колет.
Роулинг казва, че смъртта на Сидни Картън в Повест за два града на Чарлз Дикенс и последният ред на романа: „Това е най-най-хубавото нещо, което съм извършил. Това е най-блаженият покой, който някога съм намирал.“, оказва дълбоко въздействие върху нея.
В интервю от 2000 г. за радио Би Би Си 4 Роулинг разкрива дълбоката си любов към противоречивата книга на Владимир Набоков Лолита, като казва: „Просто няма достатъчно време да обсъдим как един сюжет, който би могъл да бъде най-безполезната порнография, се превръща в книгата на Набоков, страхотна и трагична любовна история и мога да изчерпя резервоара си от суперлативи, опитвайки се да опиша качеството на писането“.
В интервю за списанието на Опра Уинфри Роулинг описва ирландския автор Роди Дойл като любимия си жив писател, казвайки: „Обичам всичките му книги. Често говоря ва един дъх за него и Джейн Остин. Мисля, че хората са леко озадачени поради това, защото на пръв поглед те са толкова различни писатели. Но и двамата имат много несантиментален подход към човешката природа. Те могат да бъдат дълбоко развълнувани, без никога да стават скучни“.
През януари 2006 г. Роулинг е помолена от Кралското общество по литература да номинира своите десет най-добри книги, които всяко дете трябва да прочете. В нейния списък са включени Брулени хълмове от Емили Бронте, Чарли и шоколадовата фабрика от Роалд Дал, Робинзон Крузо от Даниел Дефо, Дейвид Копърфийлд от Чарлз Дикенс, Хамлет от Уилям Шекспир, Да убиеш присмехулник от Харпър Лий, Фермата на животните от Джордж Оруел, Две палави мишлета от Биатрикс Потър, Спасителят в ръжта от Джеръм Дейвид Селинджър и Параграф 22 от Джоузеф Хелър.

## Аналози
Съществуват редица литературни произведения, с които поредицата Хари Потър е сравнявана многократно в медиите. Някои от тях самата Роулинг споменава, други – от интернет сайтове, журналисти, критици или други автори. Творбите са изброени приблизително по ред на създаване.

### Пътешественикът от този свят до онзи
Джон Грейнджър вижда романа Стаята на тайните като подобна на пиесата Пътешественикът от този свят до онзи на Джон Бъниан. Грейнджър описва кулминацията, когато Хари се спуска в Стаята на тайните, за да спаси Джини Уизли, като „най-ясната християнска алегория за историята на спасението след „Лъвът, вещицата и гардеробът“ на Луис. Използвайки само традиционни символи – сатанинската змия и подобен на Христос феникс (възкръсващата птица), драмата ни отвежда от грехопадението към вечния живот, лишен от проблеми“.

### Брулени хълмове
През 2006 г. Роулинг препоръча готическия постромантичен роман Брулени хълмове на Емили Бронте като номер едно от десетте най-добри книги, които всяко дете трябва да прочете. В есето си До сър, с любов Джойс Милман предполага, че Сивиръс Снейп, двусмисленият учител по отвари на Хари Потър, е извлечен от традицията на байроническите герои като Хийтклиф от Брулени хълмове и че втора глава на Нечистокръвния принц напомня на началото на Брулени хълмове, когато Хийтклиф е представен студено и заповядва своя слуга Джоузеф да донесе вино за него и Локууд. Снейп заповядва на слугата си Опаш, като Снейп е описан подобно, както Емили Бронте описва Хийтклиф.

### Училищните дни на Том Браун
Поредицата Хари Потър се основава на дълга литературна традиция от истории, развиващи се в интернати. Този жанр на училищна история възниква през викторианската епоха с Училищните дни на Том Браун от Томас Хюз. Творбата излага основната структура, която е широко използвана.
Както Училищните дни на Том Браун, така и Хари Потър главният герой е на около единадесетгодишна възраст, представящо се по-добре в спорта, отколкото в академичното обучение, който е изпратен в интернат. При пристигането си момчето се запознава с най-добрия си приятел (в случая на Том, Ийст, в случая на Хари, Рон Уизли), който му помага да се адаптира към новата среда. Те са нападнати от арогантен побойник – в случая на Том Браун, Хари Флашман, в случая на Хари, Драко Малфой. Стивън Фрай, който чете британските аудио адаптации на романите Хари Потър и участва в екранизация на Том Браун, многократно коментира приликите между двете книги. „Хари Потър – момче, което пристига в това странно училище, за да се учи за първи път и намира добри, верни приятели, а също и врагове, които използват тормоза и нечестните тактики“, отбелязва Фрай.

### Властелинът на пръстените
Феновете на писателя Дж. Р. Р. Толкин обръщат внимание на приликите между неговия роман Властелинът на пръстените и поредицата Хари Потър; по-специално Грима Змийския език на Толкин и Опаш на Роулинг, Корубана на Толкин и Арагог на Роулинг, Гандалф на Толкин и Дъмбълдор на Роулинг, Назгул на Толкин и дименторите на Роулинг, Старата върба на Толкин и Плачещата върба на Роулинг и приликите между антагонистите в творбите, тъмния лорд Саурон на Толкин и Лорд Волдемор на Роулинг (и двамата понякога не са назовавани с имената поради силен страх; и двамата често са наричани „Черният лорд“; и двамата, по време на основното действие, се стремят да възстановяват загубената си сила, след като са били смятани за мъртви или поне вече не представляват заплаха).
Няколко рецензии за Даровете на Смъртта отбелязват, че медальонът, използван като хоркрукс от Волдемор, може да бъде сравнен с Единствения пръстен на Толкин, тъй като влияе негативно върху този, който го носи. Роулинг твърди, че не е чела Хобитът, докато не е завършила първия роман за Хари Потър (въпреки че е чела Властелинът на пръстените като тийнейджър) и че всички прилики между нейните книги и тези на Толкин са „доста повърхностни. Толкин създава изцяло нова митология, която никога не бих твърдяла, че съм направила. От друга страна, мисля, че имам по-добри шеги“. Изследователят на творчеството на Толкин Том Шипи твърди, че „нито един съвременен писател на епично фентъзи не е успял да избяга от знака на Толкин, колкото и много от тях да са се опитвали“.

### Историите на Роалд Дал
Мнозина обръщат внимание на приликите между творбите на Роулинг и тези на Роалд Дал, особено в изобразяването на семейство Дърсли, което отразява кошмарните пазители, наблюдавани в много от книгите на Дал, като Трънчбъл от Матилда, леля Спондж и леля Спайкър от Джеймс и гигантската праскова и бабата от Чудното лекарство на Джордж. Роулинг признава, че има прилики, но вярва, че на по-дълбоко ниво нейните творби са различни от тези на Дал; по думите ѝ „по-морални“.

### Х-Мен
Екипът на супергероите на Марвел Комикс Х-Мен, създаден от Стан Лий и Джак Кърби през 1963 г., е подобен на Хари Потър в тяхното изследване на предразсъдъците и нетолерантността. Историкът на комиксите Майкъл Малори изследва оригиналната предпоставка на комикса, в която тийнейджъри мутанти учат под ръководството на Професор Х, за да се научат как да контролират способностите си, в безопасност от страховития Хомо сапиенс, и също така да се бият с по-малко доброкачествени мутанти като Магнито. Той твърди: „Помислете за [комикса], облечен в традиционни британски университетски одежди и островърхи шапки, замъци и влакове, и образът, който изниква в съзнанието ви, е Хогуортс, училището за магия и вълшебство, с Дъмбълдор, Волдемор и класовата борба между магьосници и мъгъли“. Той признава, че докато X-Мен е бил най-дълго време „явление, което до голяма степен се съдържа в царството на читателите на комикси за разлика от по-широката публика [като Роулинг]“, той твърди, че „нищо не съществува във вакуум, най-малко популярната култура. Точно както създателите на X-Мен съзнателно или несъзнателно се докоснаха до творческия етер на своето време за вдъхновение, така и феноменът Х-Мен имаше ефект върху почитателите на книги и филми“.

### Хрониките на Придайн
Петте тома Хрониките на Придайн на Лойд Александър, започнали през 1964 г. с Книгата на тримата и завършващи през 1968 г. с Върховният крал, представят млад главен герой, помощник свинар на име Таран, който желае да бъде велик герой в един свят, извлечен от уелската митология. Ентъртейнмънт Уийкли цитира Лойд Александър като възможно влияние върху Роулинг, когато я обявява за автор на годината за 2007 г. Когато Александър умира през 2007 г., неговият некролог в Ню Йорк предизвика много сравнения между Хари Потър и Придайн – „Върховният крал е всичко, на което отчаяно се надяваме, че Хари Потър и Даровете на смъртта ще бъде“.

### Тъмнината се въздига
Поредицата от Сюзън Купър Тъмнината се въздига е сравнена с поредицата Хари Потър. Вторият роман, наречен на поредицата, включва младо момче на име Уил Стантън, което открива на единадесетия си рожден ден, че всъщност е пропито с магическа сила; в случая на Уил, че той е последният от Старите, същества, упълномощени от Светлината да се бият с Мрака. Книгите започват почти по същия начин, като Уил открива, че хората му казват странни неща и че животните бягат от него. Джон Ходж, който пише сценария за филмовата адаптация, озаглавена Търсачът: Началото на мрака, прави съществени промени в сюжета в тона на романа, за да го разграничи от Хари Потър.

### Магьосникът от Землемория
Основната предпоставка на Магьосникът от Землемория на Урсула Ле Гуин, в която момче с необичайни способности за магия е разпознато и изпратено в специално училище за магьосници, прилича на тази в Хари Потър. В първия си ден Гед се сблъсква с двама други ученици, единият от които става негов най-добър приятел, а другият – надменен аристократичен съперник. По-късно Гед получава белег в борбата си с демонична сянка, която може да обладава хората. В началото на своето пътуване той е твърде самоуверен и арогантен, но след ужасна трагедия, причинена от гордостта му, е принуден да преосмисли пътищата си и по-късно става много уважаван магьосник и директор, подобно на Албус Дъмбълдор. Ле Гуин твърди, че не е чувствала, че Роулинг я е „ограбила“, но смята, че книгите на Роулинг са прехвалени заради предполагаемата оригиналност и че Роулинг „можеше да бъде по-милостива към своите предшественици. Недоверието ми беше към критиците, които намериха първата книга, чудесно оригинална. Тя има много достойнства, но оригиналността не е едно от тях. Това боли“, споделя Ле Гуин.

### Най-непохватната вещица
Много критици отбелязват, че поредицата Най-непохватната вещица на Джил Мърфи се развива в училище за момичета, „Академията за вещици на госпожица Какъл“, напомнящо Хогуортс. Историята се отнася до Милдред Хъбъл, ученичка в училище-интернат за вещици, която се изправя срещу интригант, блондинка и снобски съперник, и е най-добра приятелка с две вещици – едната знае всичко, а другата е шегаджийка. Нейните преподаватели включват мила и възрастна директорка и учител по отвари, с гарванова коса, който я тормози. Мърфи коментира разочарованието си от постоянните сравнения между нейната работа и Хари Потър: „Дразнещо е… всички задават един и същ въпрос и дори децата ми пишат, за да ме попитат дали имам нещо против „Хогуортс“ и да посочвам прилики. Историите за Най-непохватната вещица са на милион мили от книгите на Джоан Роулинг“.

### Магия в мъглата
Характерът на Хари Потър е подобен на героя на Маргарет Мери Кимъл Том в Магия в мъглата (1975) — момче, което се опитва да научи магия, се сприятелява с дракон и има за приятели змия, язовец и гарван. Илюстрациите в книгата много приличат на тези, които са нарисувани за Хари Потър.

### Междузвездни войни
Поредицата Хари Потър споделя много прилики с Междузвездни войни на Джордж Лукас по отношение на главните герои и злодеите, както и сюжетните линии. Ученият Дебора Картмел заявява, че историята на Хари Потър е базирана толкова много на Междузвездни войни, колкото и на всеки друг текст. Животът на Хари Потър, главният герой от поредицата, е паралелен с този на Люк Скайуокър, който е главният герой от оригиналната трилогия Междузвездни войни, като и двамата герои живеят скучен и обикновен живот до по-късна възраст, когато са вербувани от по-стар ментор. Хари Потър се обучава да стане магьосник в късното си детство и e наставляван от Албус Дъмбълдор, за да се изправи срещу Лорд Волдемор; докато Люк Скайуокър се обучава да стане джедай в ранната си зряла възраст и е наставляван от Оби-Уан Кеноби, за да се изправи срещу Дарт Вейдър (известен също като Лорд Вейдър). И двамата герои също са доведени в ранна детска възраст в техните приемни семейства директно от техните бъдещи наставници.
Главните злодеи и на двата франчайза също споделят много прилики. Том Риддъл някога също е бил ученик на ментора на героя, Дъмбълдор в „Хогуортс“, също учи за магьосник, преди да стане зъл и да се трансформира във Волдемор. По същия начин, Анакин Скайуокър също е бил ученик на ментора на героя, Оби-Уан Кеноби като го обучавал в Ордена на джедаите за рицар джедай, преди да се обърне към тъмната страна и да се трансформира в Дарт Вейдър.

### Светът на диска
Преди популярността на Дж. К. Роулинг, английският автор на бестселъри е писателят Тери Пратчет. Неговите книги за Светът на диска сатиризират и пародират обичайните конвенции във фентъзи литературата. Пратчет многократно е питан дали е „взел“ идеята си за своя магьоснически колеж, „Невидимият университет“, от „Хогуортс“ на Хари Потър или дали младият магьосник Пондър Стибънс, който има тъмна коса и очила, е бил вдъхновен от Хари Потър. И двете всъщност предхождат работата на Роулинг с няколко години; Пратчет шеговито твърди, че ги е откраднал, въпреки че „аз, разбира се, използвах машина на времето“.
Би Би Си и други английски информационни агенции подчертават предполагаемото съперничество между Пратчет и Роулинг, но Пратчет дава официално изявление, въпреки че не поставя Роулинг на пиедестал, не я смята за лош писател, нито ѝ завижда за успеха.

### Дорис Крокфорд иЛетящият шотландец
В първата книга Хари среща вещица на име Дорис Крокфорд, която съименничка с автора на книгата за известния влак Летящият шотландец, публикувана през 1937 г. В книгата на Крокфорд влакът тръгва от перон 10 на гара „Кингс Крос“ към магическо приключение. Смята се, че Дж. К. Роулинг е вдъхновена от Дорис Крокфорд при използването на герой със същото име.